# Novalis Quartett
Das Novalis Quartett ist ein deutsches Streichquartett, benannt nach dem romantischen Dichter und Philosophen Novalis. Es wurde 2003 in München gegründet. 
Seine Mitglieder hatten bereits zuvor, in  Quartetten wie dem  Cherubini und Robert Schumann Quartett (ARD Preis), gewirkt.
Konzerte des Novalis Quartetts wurden vom BR, ORF, sowie der spanischen RTVE, Solidaria TV, Localia und CRTVG aufgenommen und zum Teil auch live übertragen.
In der Saison 2010/2011 führte das Novalis Quartett in München alle 23 Streichquartette von Wolfgang Amadeus Mozart in sechs Konzerten auf.

## Mitglieder
- Violine: Jürgen Schwab
- Violine: Cornelia Schwab
- Viola: Karsten Dobers (2003–2009), John Kinsella (2009–2011), Jürgen Weber ab 2012
- Violoncello: Klaus Kämper

## Repertoire
Seit seiner Gründung erarbeitete das Novalis Quartett nicht nur das gängige Repertoire von der Klassik bis zur Moderne, sondern hat auch eigens für das Novalis Quartett komponierte Streichquartette uraufgeführt, unter anderem von Ulrich Schultheiss, Lorenz Stolzenbach, Christoph Wünsch, Jürgen Schmitt, Gotthard Schulz, Christophe Sirodeau, Yoichi Usami, Reinhard Pfundt und Wolfram Graf.